# Joan Rovira i Costa
Joan Rovira i Costa (Barcelona, 1914 – Badalona, 1991) fou un historiador i cronista oficial de Sant Adrià de Besòs.
Nascut a Barcelona, va cursar els seus estudis primaris a Sant Felip Neri. Posteriorment fou membre de la Federació de Joves Cristians de Catalunya. Durant la seva adolescència la família es va traslladar a Badalona però participaven de la vida parroquial de Sant Adrià de Besòs. Allà hi coneixeria a Montserrat Renom, amb qui es casaria el 1939 instal·lant-se definitivament a Sant Adrià. A nivell professional va fer tasques administratives en una empresa tèxtil fins al 1945, que passaria a ser cap de compres d’un comerç de productes per a automòbils.
Ja abans de la Guerra Civil, la seva afició per la història el va fer començar a escriure sobre història local, animat pel rector de Sant Adrià, Mossèn Josep Blanc, amb la intenció de presentar una monografia històrica de Sant Adrià del Besòs per la Festa Major de 1936. El projecte va quedar aturat pel conflicte però va ser reprès després d’aquest i es faria públic el 1944.
D’aquesta manera va iniciar la seva trajectòria com a historiador local, col·laborant de forma habitual en mitjans de comunicació locals com la revista parroquial Reflejos.
Va ser autor de nombrosos articles i obres sobre la història de Sant Adrià de Besòs i entre 1943 i 1952 fou regidor de Cultura de l'Ajuntament. Actualment hi ha una plaça amb el seu nom al nucli antic de la ciutat.

## Obres
- Monografia histórica de San Adrián de Besós, (1944)
- La Baronia i el Castell Episcopal de Sant Adrià de Besòs, (1974)
- Sant Adrià de Besòs, historia de un pueblo en su primer milenio, (2000)